# Індекс цін Фішера

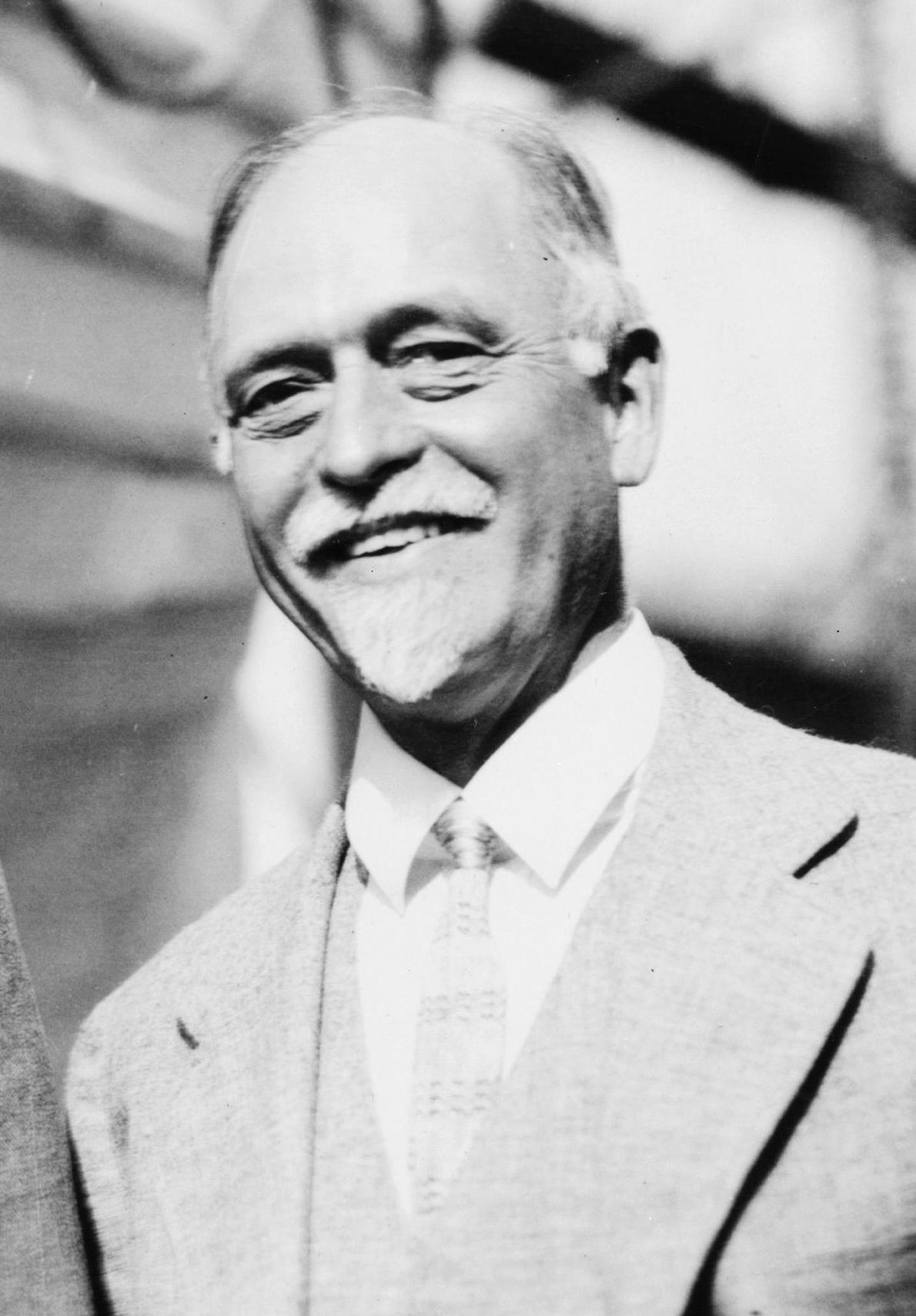
Ірвінг Фішер

Індекс цін Фі́шера — індексна формула, яка використовується в макроекономічному аналізі та ціновій статистиці для вимірювання цін на товари та послуги. Індекс розраховується як середнє геометричне з індексу Ласпейреса та  індексу Пааше. Тому індекс цін Фішера також відомий як «ідеальний» індекс цін. Проте, навіть індекс цін Фішера може бути не завжди придатним і зручним для використання в макроекономічній аналітиці, оскільки вимагає більше емпіричних даних, ніж індекси Пааше та Ласпейреса.
{\displaystyle I_{p}^{F}={\sqrt {I_{p}^{l}*I_{p}^{p}}}},

де {\displaystyle I_{p}^{l}} – індекс цін Ласпейреса; 

{\displaystyle I_{p}^{p}} – індекс цін Пааше.
Індекси Пааше, Ласпейреса, Фішера та Маршалла-Еджворта були розроблені, для того, щоб забезпечити об'єктивну оцінку цінової динаміки. Однак, в кінцевому підсумку, жоден з індексів не розв'язує повною мірою цю проблему, оскільки має свої методичні недоліки.

## Приклад застосування
Номінальний ВВП в звітному році становить 528 млрд гр. од., реальний ВВП того ж періоду складає 440 млрд гр. од. Приріст номінального ВВП країни 10 % 

Необхідно розрахувати значення індексу цін І.Фішера.